# Calamus tapa
Calamus tapa är en enhjärtbladig växtart som beskrevs av Odoardo Beccari. Calamus tapa ingår i släktet Calamus och familjen Arecaceae. Inga underarter finns listade i Catalogue of Life.